# Crysis 3
Crysis 3 è un videogioco sparatutto in prima persona sviluppato da Crytek e pubblicato da Electronic Arts per PlayStation 3, Xbox 360 e Microsoft Windows.

## Trama
La vicenda di Crysis 3 è ambientata nel 2047, 24 anni dopo le avventure di Alcatraz a New York in Crysis 2. Nel lasso di tempo che separa i due capitoli della saga, la città, devastata e spopolata dall'invasione dei Cef e dal loro virus alieno, è stata messa in quarantena dalla C.E.L.L., che vi ha costruito sopra una gigantesca ed avanzatissima cupola chiamata New York's Liberty Dome, progettata per contenere i (pochi) Cef sopravvissuti al virus anti-alieno di Alcatraz e per sfruttarne le tecnologie per produrre energia pulita ed illimitata. La C.E.L.L., oramai indipendente dalla Hargreave-Rush Biochemical, inizia a fornire questa energia a tutto il mondo, a prezzi esorbitanti che l'umanità non può permettersi. La gente si indebita fino al collo ed è perciò costretta ad entrare nel programma "Lavora per il Debito", mettendosi al totale servizio della C.E.L.L., che riesce così ad insediarsi a Washington D.C. ed a controllare tutto il mondo. Prophet ("installato" nel corpo di Alcatraz dalla Nanotuta 2.0 e tornato così in vita al termine di Crysis 2) viene invece (subito dopo gli eventi del precedente capitolo) catturato e mantenuto in animazione sospesa dalla C.E.L.L. Durante il suo lungo sonno, Prophet ha una visione del futuro, indottagli mediante il legame mentale che la Nanotuta ha con il Cef Alfa (il leader dell'alveare Cef, ancora in vita da qualche parte sul pianeta), dalla stessa creatura: in tale visione, Prophet, morente e vagante nello spazio, assiste alla distruzione della Terra per mano di una Nave da Guerra Cef ed alla conseguente fine della razza umana, fine che, dice lui stesso, egli non può impedire in alcun modo. Nel 2047, Prophet viene risvegliato e liberato da Psycho, il suo vecchio compagno di squadra, infiltratosi furtivamente assieme ad una squadra nel laboratorio C.E.L.L. in cui era rinchiuso il suo vecchio amico. Appena sveglio, Prophet apprende che Psycho e tutti gli altri possessori delle Nanotute sono stati catturati dalla C.E.L.L. e "scuoiati", ossia privati delle loro tute mediante un dolorosissimo processo che ha ucciso i più deboli.

Psycho e Prophet

Prophet e Psycho si infiltrano furtivamente nel Dome, utilizzando come diversivo l'esplosione di una nave cargo ad opera della squadra di Psycho, che tuttavia viene scoperta e sterminata dai C.E.L.L. Durante l'infiltrazione, Psycho dona a Prophet l'Arco da predatore, un avanzatissimo arco compound adatto a qualunque tipo di scontro (soprattutto alle azioni stealth) e lo informa di ciò che ha fatto la C.E.L.L. mentre lui "dormiva". Psycho spiega anche che lui fa parte di un movimento di ribellione alla C.E.L.L. con cellule in tutto il mondo. La base di Psycho e dei suoi è all'interno del Dome e opera per distruggere la macchina Cef che costituisce la principale fonte di energia della compagnia, al fine di farne crollare l'impero. Tuttavia Prophet avverte in Psycho (che non crede agli avvertimenti di Prophet sul Cef Alfa, asserendo che gli alieni ormai sono sconfitti) qualcosa di strano. All'interno del Dome, Prophet si ritrova a New York 2.0, ossia la vecchia NY trasformata in una vera e propria giungla dalle emissioni energetiche del macchinario alieno della C.E.L.L. I ribelli vogliono che Prophet li aiuti a portare a termine il loro obiettivo, ma Prophet oppone resistenza: le sue visioni, le rilevazioni della nanotuta e il legame con il Cef Alfa gli fanno supporre che i Cef siano in uno stato di ibernazione profonda, ma ancora in grado di risvegliarsi e sferrare un attacco. I suoi sospetti si concretizzano quando, nel disattivare la fonte energetica della C.E.L.L., questa si rivela essere nientemeno che lo stesso Cef Alfa, che ritorna in libertà e risveglia la sua armata. La C.E.L.L., spaventata dall'evento, avvia il protocollo Stella Rossa, ovvero un massiccio attacco laser satellitare abbastanza potente da distruggere totalmente Manhattan. Prophet riesce a disattivare Stella Rossa, ma Claire, colpita dal Cef Alfa, muore, e Psycho, in preda alla sete di vendetta, si coordina con Prophet per abbattere la contraerea nemica e sferrare un potente attacco al Cef Alfa, che sta aprendo un ponte di Einstein-Rosen per far arrivare sulla Terra una nave da guerra Cef. Nel corso di uno scontro finale, Prophet riesce ad uccidere il Cef Alfa, ma viene scaraventato nello spazio insieme a lui, e lì capisce il significato della visione avuta all'inizio del gioco: la risorsa più grande di un soldato non è l'equipaggiamento, né il supporto, ma... sé stesso. Prophet riesce quindi ad usare Stella Rossa per distruggere la nave da guerra Cef, e nella collisione rientra nell'atmosfera, salvandosi per un pelo.
Nell'ultima scena prima dei titoli di coda, Prophet si trova in una capanna nelle isole Lingshan (esattamente dove inizia il capitolo "Prime Luci" del primo livello di Crysis): la sua nanotuta ha raggiunto livelli di integrazione con il suo corpo tali da sembrare essa stessa il suo corpo. Il protagonista getta quindi in mare le piastrine dei suoi vecchi commilitoni, aggiungendo poi: "Mi chiamo Laurence Barmes, un tempo mi chiamavano Prophet, ricordatevi di me.". La scena finale si conclude con Prophet che si allontana della spiaggia, occultandosi (grazie alla nanotuta) pochi secondi prima della fine del video.

## Modalità di gioco
La Nanotuta 3.0 ha tre diverse modalità d'uso principali: corazza, energia e occultamento. La tuta ha le stesse funzionalità della seconda ma a differenza dell'altra può non far sprecare energia mentre si corre, può far sì che Prophet utilizzi le armi aliene insieme a quelle umane, e può migliorare le proprie abilità raccogliendo dei kit. Inoltre in modalità occultamento, se viene utilizzato il silenziatore sulle armi, l'energia utilizzata è minore rispetto ai precedenti capitoli e questo fa sì che si possa rimanere occultati per un tempo maggiore. Se invece si utilizza l'arco da predatore è possibile rimanere occultati senza utilizzare energia in più. Inoltre, ora è possibile hackerare a distanza una varietà di macchinari, e prenderne il controllo.

### Livelli
Crysis 3 è composto da 7 livelli, che si differenziano per ambientazione e per tempo di superamento degli stessi, anche se rispetto ai precedenti capitoli la tendenza è stata di allungare notevolmente i livelli a discapito del numero degli stessi (in Crysis erano 11 e in Crysis 2 ben 19):
- Post-Human (Post-Umano);
- Welcome to the Jungle (Benvenuto nella Giungla);
- Root of All Evil (La Causa di Tutti I Mali);
- Safeties Off (Via Le Sicure);
- Red Star (Stella Rossa);
- Only Human (Solo Umano);
- Gods and Monsters (Dei e Mostri);

### Multiplayer

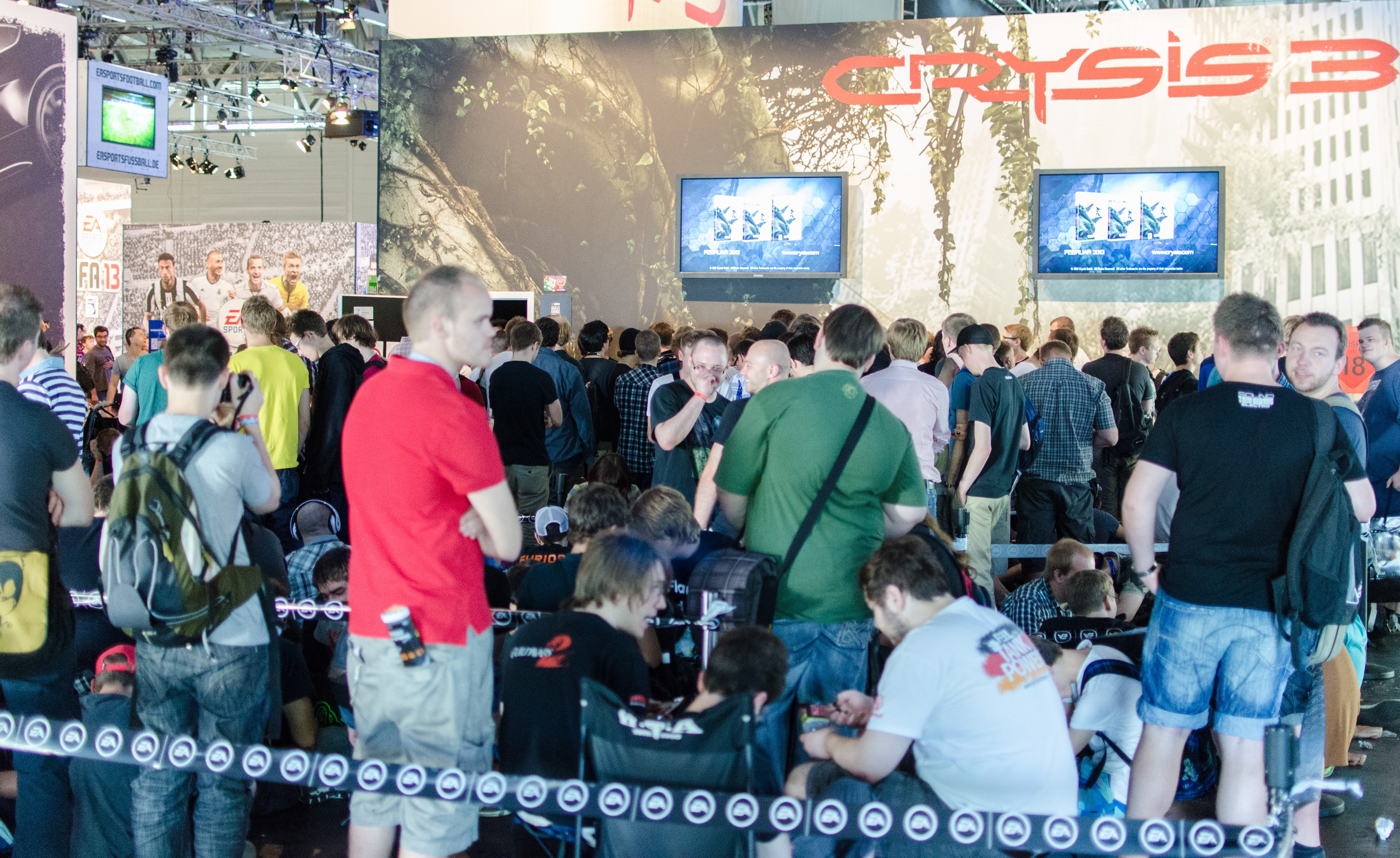

Al Gamescom 2012 è stata svelata una nuova modalità multigiocatore VFCG chiamata Hunter: 2 predatori con la nanotuta e l'Arco Compound dovranno uccidere 14 C.E.L.L. entro 2 minuti. Ogni volta che un C.E.L.L. verrà ucciso, rinascerà tra le file degli Hunters (giocatori con la nanotuta).

## Motore grafico
Il CryENGINE 3 non è stato migliorato particolarmente rispetto a Crysis 2. Come al solito, la versione PC rimane la più performante sia a livello grafico sia a livello di framerate (computer permettendo). Fa uso delle librerie DX11, tassellazione e texture ad alta risoluzione.
Per quanto riguarda le versioni PlayStation 3 e Xbox 360 del gioco, hanno le stesse particolarità di Crysis 2: la versione PlayStation 3 ha una risoluzione nativa di 1024x720 pixel; la versione Xbox 360 di 1152x720 pixel. Il problema di framerate che si presentava su Xbox 360 durante le situazioni più caotiche è stato risolto ed ora su entrambe le console il gioco ha una media di 24-25 FPS. Difficilmente (come accaduto in Crysis 2, contrariamente a quanto promesso da Crytek) il gioco riesce a mantenersi a 30 FPS stabili.
Su Xbox 360 lo screen tearing raggiunge l'1,7%.
Gli effetti volumetrici di luminosità e HDR, che in Crysis 2 erano migliori su PS3, sono ora stati portati ad un livello praticamente identico su entrambe le console. Tuttavia le approfondite conoscenze e i continui studi di Crytek hanno permesso alla versione PlayStation 3 di mostrare, nonostante la risoluzione nativa più bassa, texture a risoluzione più elevata, rispetto alla versione Xbox 360.
Il gioco utilizza un tipo di antialiasing noto come SMAA, sviluppato appositamente da Crytek.
Nel 2021 è stato riproposto in versione Remastered con grafica next-gen grazie a texture di altissima risoluzione, con l'aggiunta del ray tracing e del DLSS.